# Castrolanda Cooperativa Agroindustrial

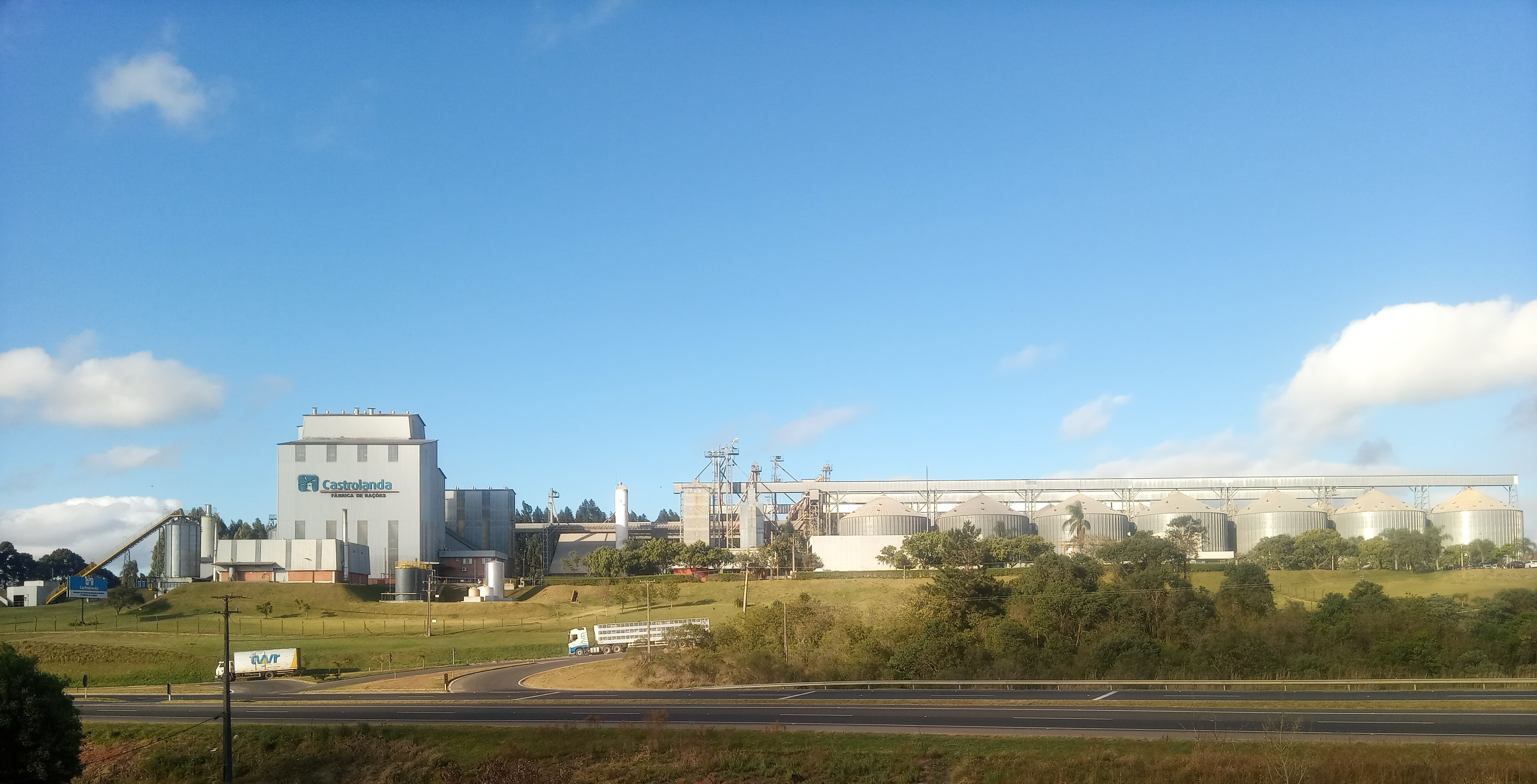
Unidade de rações da Cooperativa Castrolanda em Piraí do Sul

A Castrolanda Cooperativa Agroindustrial é uma empresa agroindustrial brasileira, baseada no cooperativismo e com sede no município de Castro, no estado do Paraná, Brasil.
Fundada em 1951, a cooperativa conta com aproximadamente 3400 colaboradores, 1100 cooperados e um faturamento anual de 3,5 bilhões de reais. Além de se consolidar entre as maiores empresas paranaenses do agronegócio, a cooperativa está entre as maiores do ramo no Brasil.

## História
Em 1951, desembarcou no Rio de Janeiro um grupo de famílias holandesas oriundas das províncias Drente e Overijssel. Tinham como destino o Paraná, onde uma área de 5000 hectares, às margens do rio Iapó, na região dos Campos Gerais foi escolhida para abrigar a colônia. A fazenda localizada no município de Castro passou a abrigar casas, estábulos, bovinos e lavouras. Foram construídas estradas e foi dado início a produção leiteira, o que deu origem a Colônia Castrolanda e a Sociedade Cooperativa Castrolanda, mais tarde Cooperativa Castrolanda.
A Castrolanda Cooperativa Agroindustrial é a 15ª maior empresa do Paraná, e a 43ª maior do Sul do Brasil. Em 2019 a cooperativa atingiu um Valor Ponderado de Grandeza (VPG) de 1,96 bilhão de reais, o que a coloca como a sexta maior cooperativa do estado e a maior da região dos Campos Gerais. A cooperativa conta com unidades de negócios divididas em operações (agrícola, carnes, leite, batata e administração) e industrial (carnes, leite e batata). Além de Castro, possui unidades em Ponta Grossa, Piraí do Sul, Curiúva, Ventania e Itaberá.
Castro é o maior produtor de leite do Paraná e do Brasil, Somente o município de Castro produz 280 mil litros de leite por ano, transformando a região em uma das mais importantes bacias leiteiras do País. Em 2019, a cooperativa, que abrange vários municípios, produziu 373,275 milhões de litros de leite.
A cooperativa também se especializou na produção de carne suína e derivados, como presunto, bacon, salame, defumados e linguiças. A intercooperação das três cooperativas da região (Castrolanda, Frísia e Capal) resultou em um polo de produção de proteína animal. A união das cooperativas deu origem ao grupo (holding) Unium, que comercializa diferentes marcas como a Alegra.
Em diversas edições do troféu A Granja do Ano, a cooperativa foi premiada na categoria Destaque Nacional em Pecuária Leiteira, promovido pela revista A Granja. Também já recebeu o Prêmio Sescoop Excelência de Gestão, o Prêmio Mundo de Respeito DuPont, o Prêmio Global Dupont Respeito ao Meio Ambiente, entre outros, nacionais e internacionais.
A cooperativa promove, em parceria com a Prefeitura Municipal de Castro, a Agroleite. Realizado no Parque de Exposições Dario Macedo, o evento é considerado referência nacional para produtores de gado leiteiro. A exposição atrai 180 empresas e aproximadamente um público de 100 mil pessoas.